# Våld (film)
Våld är en svensk dramafilm från 1955 regisserad av Lars-Eric Kjellgren. Baserad på romanen Gänget från 1953 av Ingvar Wahlén.

## Rollista
- Lars Ekborg som Klas Rylén
- Doris Svedlund som Vera Nilsson
- Gunvor Pontén som Helen Iverson
- Sven-Eric Gamble som Norin
- Helge Hagerman som kapten Fränne, kompanichef
- Carl-Olof Alm som Enok Mellberg
- Per Sjöstrand som Sjunnesson
- Lars Hofgård som Ljung
- Kåre Santesson som korpral Broman
- Karl Erik Flens som sergeant Råby
- Märta Dorff som Veras mor
- Lars Egge som domaren i krigsrätten
- Gösta Prüzelius som åklagaren